# Miss Venezuela 1989
Miss Venezuela 1989 fue la trigésima sexta (36º) edición del certamen Miss Venezuela. Se llevó a cabo en Caracas, Venezuela, el 16 de febrero de 1989, contando con la participación de 28 candidatas. La ganadora fue Miss Lara, Eva Lisa Ljung.

## Desarrollo
El jueves 16 de febrero de 1989, y luego de 14 años, el certamen regresó al Poliedro de Caracas con el mismo trío de animadores. Protagonizaron el opening: Elluz Peraza, Raquel Lares, Viviana Gibelli, Maite Delgado, Yajaira Vera y Emma Rabbe. Ocho motocicletas escoltaron a la cantante mexicana Alejandra Guzmán y seis buggies hicieron lo propio con la desconocida Justine. El cuadro central estuvo dedicado al flamenco y en él participaron 200 personas, comenzando por la bailaora Siudy Garrido. Además, intervinieron siete caballos tirando la carreta en la que aparecieron Yajaira Vera y Emma Rabbe. Antes del desenlace, Raphael interpretó cuatro canciones. En el jurado estuvieron presentes Celia Cruz y Bárbara Palacios, quienes formaron parte de la decisión que colocó la corona sobre las sienes de Miss Lara, Eva Lisa Ljung.
Finalizado el certamen se produjo un escándalo al descubrirse que la triunfadora había nacido en Malmö, Suecia y que no tenía la nacionalidad venezolana, por lo que Osmel Sousa movió sus contactos y logró que sus amistades en la entonces Dirección de Identificación y Extranjería (DIEX) nacionalizaran a Eva Lisa Ljung en cuestión de horas. Ljung vivió en Venezuela hasta 1991 cuando decidió radicarse en Miami, Estados Unidos.
Entre las 28 concursantes de este año figuraron: Patricia Velásquez (Península Goajira), Marcela Walerstein (Apure), Susana Baserva (Amazonas), Yoletty Cabrera (Guárico) y Adelheid Salswach (Municipio Libertador). Cabe destacar que esta fue la primera vez que fueron seleccionadas 10 finalistas.

## Resultados
| Resultado                         | Candidata                                 |
| --------------------------------- | ----------------------------------------- |
| Miss Venezuela 1989               | - Lara - Eva Lisa Ljung                   |
| Miss World Venezuela 1989         | - Distrito Federal - Fabiola Candosín (†) |
| Miss Venezuela Internacional 1989 | - Nueva Esparta - Beatriz Carolina Omaña  |
| Miss Wonderland Venezuela 1989    | - Táchira - Luicira Marcano               |
| Miss Venezuela Latina 1989        | - Aragua - Heidi Gorrín                   |
| 1.ª finalista                     | - Zulia - Michelle Chilberry              |
| 2.ª finalista                     | - Península Goajira - Patricia Velásquez  |
| 3.ª finalista                     | - Mérida - Ericka Correia                 |
| 4.ª finalista                     | - Yaracuy - Meribel Suárez                |
| 5.ª finalista                     | - Anzoátegui - Gladys Cardoso             |

### Orden de nombramiento de las finalistas
- 1. Aragua
- 2. Yaracuy
- 3. Península Guajira
- 4. Nueva Esparta
- 5. Anzoátegui
- 6. Zulia
- 7. Lara
- 8. Táchira
- 9. Mérida
- 10.Distrito Federal

#### Premios especiales
| Premio          | Candidata Ganadora             |
| --------------- | ------------------------------ |
| Miss Fotogénica | Miss Sucre - Daniela Sucre     |
| Miss Simpatía   | Miss Monagas - Yulis Díaz      |
| Miss Elegancia  | Miss Táchira - Luicira Marcano |

## Jurado calificador
- Lily de Velutini
- Gloria Fuentes - Directora de la Revista Ronda (fallecida)
- Mirla Castellanos - Cantante
- Francisco Esayag - Vicepresidente del Banco Unión
- Dolly de Velasco
- Diego Arria - Político
- Patricia Jiménez - Miss República Dominicana 1988
- Luis Teófilo Núñez - Director del Diario El Universal
- Maritza Perosh
- Francisco Serra Duque - Empresario
- Vittorio Zeviani - Presidente de la agencia de modelos Why Not de Milán
- Rossetta Ferrari - Anticuaria y coleccionista
- Otto Casale - Director de la Revista Kena (fallecido)
- María Antonieta de Díaz
- Rossana Ordóñez - Periodista (fallecida)
- Francisco Mayorga - Periodista
- Iris Castro - Periodista
- Belén Chaparro - Periodista (fallecida)
- Héctor Collins - Periodista (fallecido)
- Nick Nishi - Representante de Ikegami Electronics
- Celia Cruz - Cantante cubana (fallecida)
- Elisa Kalen de Vásquez
- Álvaro Clement - Diseñador
- Bárbara Palacios - Miss Universo 1986
- Abelardo Raidi - Periodista (fallecido)
- Ana María Ábalo de Boulton
- Mijares - Cantante
- Martha Canelón de Henríquez
- Adán Celis - Empresario y Expresidente de Fedecámaras
- Ramón Darío Castillo - Periodista
- Héctor Peña - Gerente de Promociones de Pepsi Cola de Venezuela
- Leida Lanza de Vásquez
- León Almosny Bensasi - Presidente de la cadena de perfumerías Sarela
- Claudia de Salvatierra
- Enrique Domínguez
- Leonora Blanco
- Diego Fortunato - Periodista
- Lily Crea
- Bernardo Fleischman - Empresario
- Sixto Bermúdez - Odontólogo y miembro del Comité Venezolano de la Belleza (fallecido)
- Paz de González de Mesa - Esposa del Embajador de España en Venezuela
- Julio César Arráiz - Estilista
- Pedro Gómez Castro - Cirujano Plástico
- Harry Czechowicz - Sexólogo y psiquiatra
- William Alexander - Presidente del concurso Miss Hispanidad
- Valentina Azpúrua
- Aníbal Latuff - Médico
- Mercedes Eleta de Brenes - Directora de Finanzas del Canal 4 de Panamá

## Participantes
28 candidatas participaron en el certamen:
| Estado                 | Candidata                                     | Edad | Estatura |
| ---------------------- | --------------------------------------------- | ---- | -------- |
| Amazonas               | María Susana Baserva Matheus                  | 24   | 1,72 m   |
| Anzoátegui             | Gladys Beatriz Cardoso Rondón                 | 20   | 1,76 m   |
| Apure                  | Marcela Walerstein Martin                     | 20   | 1,77 m   |
| Aragua                 | Heidi Gorrín González                         | 20   | 1,75 m   |
| Barinas                | Judsan del Carmen «Timty» Daal                | 20   | 1,74 m   |
| Bolívar                | Carmen Tibisay Cañas Marín                    | 20   | 1,83 m   |
| Carabobo               | Judith Aniuska Manzanilla Rivero              | 23   | 1,77 m   |
| Cojedes                | Rosmarth Freytez Belizario                    | 23   | 1,77 m   |
| Costa Oriental         | Ninoska Maksula Ríos Morán                    | 22   | 1,76 m   |
| Delta Amacuro          | Fabiola Inciarte Pozzo                        | 20   | 1,76 m   |
| Dependencias Federales | Claudia Pittia Herrán                         | 21   | 1,70 m   |
| Distrito Federal       | Fabiola Chiara Candosín Marchetti (fallecida) | 18   | 1,75 m   |
| Falcón                 | Amanda Marinelli Devlin                       | 19   | 1,77 m   |
| Guárico                | Yoletty Beatriz Cabrera Armas                 | 19   | 1,77 m   |
| Lara                   | Eva Lisa Larsdotter Ljung                     | 18   | 1,83 m   |
| Mérida                 | Ericka Fátima Correia Rodríguez               | 17   | 1,75 m   |
| Miranda                | Rosmary Socorro Díaz                          | 21   | 1,80 m   |
| Monagas                | Yulis Díaz Perera                             | 20   | 1,70 m   |
| Municipio Libertador   | Adelheid Salswach Fasanaro                    | 23   | 1,70 m   |
| Municipio Vargas       | Claudia Cecilia Rojas Cordero                 | 22   | 1,73 m   |
| Nueva Esparta          | Beatriz Carolina Omaña Trujillo               | 20   | 1,74 m   |
| Península Goajira      | Patricia Carolina Velásquez Semprún           | 18   | 1,76 m   |
| Portuguesa             | Mary Graciela Mosquera Villegas               | 22   | 1,78 m   |
| Sucre                  | María Daniela Marotta Sucre                   | 24   | 1,71 m   |
| Táchira                | Luicira del Valle Marcano Reyes               | 22   | 1,79 m   |
| Trujillo               | Alejandra Elena Montilla Sánchez              | 18   | 1,75 m   |
| Yaracuy                | Meribel Suárez Benítez                        | 20   | 1,74 m   |
| Zulia                  | Michelle de Lourdes Chilberry Palanqué        | 20   | 1,78 m   |

## Representación internacional
- Eva Lisa Ljung fue semifinalista en el Miss Universo 1989 y después clasificó como primera finalista en el Miss Globo Internacional 1989.
- Fabiola Candosín no clasificó en el Miss Mundo 1989. Posteriormente figuró como primera finalista en el Miss Hispanidad Internacional 1989.
- Carolina Omaña clasificó como segunda finalista en el Miss Internacional 1989. Posteriormente figuró como segunda finalista en el Madre e Hija Internacional 1989.
- Luicira Marcano no clasificó en el Miss Wonderland 1989.
- Heidi Gorrín no figuró en el Miss América Latina 1989.
- Michelle Chilberry ganó el Miss Piel Canela 1989.
- Patricia Velásquez no clasificó en el Queen of the World 1989.
- Ericka Correia fue tercera finalista en el Señorita Independencia de América 1989.
- Meribel Suárez ganó el Reinado Bolivariano del Mar 1989.
- Gladys Cardoso fue quinta finalista en el Reinado Bolivariano de la Belleza 1989.
- Marcela Walerstein ganó el título Reina La Costa Internacional 1989.